# Abraham Kall
Abraham Kall (født 2. juli 1743 i København, død 5. december 1821 sammesteds) var en dansk historiker.
Kall blev født som søn af professor Johan Christian Kall. Han blev student som 13-årig og i 1762, da han var 19, blev han teologisk kandidat. Derefter rejste han i Tyskland i omtrent fire år, men opholdt sig især i Göttingen. Under sin rejse blev han i 1765 udnævnt til universitetsbibliotekar og blev efter hjemkomsten professor designatus i græsk ved Københavns Universitet i 1770. Men da professorposten i historie og geografi blev ledig, og ingen lod til at passe bedre end Kall, mens det var lettere at besætte det græske professorat, måtte Kall i 1781 overtage den stilling, som han beholdt i de næste 40 år til sin død. Samme år blev han også professor i mytologi og kunsthistorie ved Kunstakademiet.
Kall havde meget veludviklet hukommelse; han var også en meget flittig læser og tilhører, og da han kunne tilegne sig næsten ethvert fag, nåede han allerede tidligt en stor viden om mange emner. Han havde i ungdomsårene haft en forkærlighed for matematik, men hans omgivelser påvirkede ham til i stedet at koncentrere sig om den græske filologi. Hans første arbejder var udgaver af græske eller romerske forfattere eller afhandlinger om disse emner, og selv efter at historie var blevet hans embedsfag, kom han gerne tilbage til de græske studier og sine leksikalske samlinger.
Hans første historiske arbejde var Den almindelige Verdenshistorie til Skolernes Brug fra 1776, der skulle afløse Ludvig Holbergs Historia universalis og i mange udgaver gennem et halvt århundrede var den almindelige lærebog i de lærde skoler. Det var hård kost der blev budt eleverne. Bogen var fuld af enkeltheder og indeholdt pålidelig kundskab i god ånd, men den stræbte kun i ringe grad efter at lette tilegnelsen. De store mænd og de betydelige begivenheder trådte ikke klart frem, og bogen kunne ikke sætte fantasien i bevægelse.
Kall skrev nogle få afhandlinger og udgav en del aktstykker, men et større arbejde foreligger ikke fra hans hånd. Han besad ingen selvstændige synspunkter og arbejdede mest efter ydre opfordring. Hans gode kritiske sans ledte ham ikke ud over løsningen af de enkelte spørgsmål til videnskabelige sætninger af større vidde eller til systematisk behandling af almindeligere opgaver. Kall manglede udholdenhed til at føre et selvvalgt mål til ende; nye interesser kvalte de ældre, og ærgerrighedens drivfjeder besad han ikke. Hans undervisning fra katedret var efter alles vidnesbyrd lidet beåndet og i formel henseende mangelfuld. Ikke desto mindre blev Kall af sin samtid, til dels med gode grunde, opfattet som en af universitetets største prydelser. Han var også en af de sidste repræsentanter for de gamle tiders ubegrænsede lærdom. Den viden, som bar så lidt frugt for Kall selv, kom ved hans sjældne redebonhed og arbejdsvillighed til at tjene mangfoldige.
Ikke blot universitetet benyttede i høj grad hans kundskaber ved programmer og andre Skrifter – 1798 beregnede han endog almanakken – enhver spørgende og søgende kunne være sikker på hos Kall at få hjælp og vejledende vink. Han påtog sig udgaven af 8. og 9. bind af Peter Friderich Suhms danmarkshistorie og ledsagede dem med værdifulde kritiske noter. I Videnskabernes Selskab, hvor han blev optaget 1780, gav han nogle meddelelser, og i Det kongelige danske Selskab for Fædrelandets Historie, hvoraf han blev medlem 1793, og hvis formand han var fra 1816, gav han en række bidrag til Nye danske Magazin.
Humanitet, velvilje og frimodighed var hovedegenskaber i Kalls karakter, og de lyste ud af hans venlige ansigtstræk. De bragte ham også til jævnlig at tage fat på sociale opgaver. Han var en af stifterne af Selskabet for Borgerdyd (1785), han skrev efter branden 1795 om den københavnske brandkasse, efter bombardementet 1807 om samme emne, 1802 om et understøttelsesselskab for ugifte fruentimmer, 1810 udgav han en advarsel mod livrenteselskaber, og samtidig holdt han forelæsning over enkekassernes teori.
Kall var ualmindelig agtet og afholdt af sin samtid. 1808 udnævntes han til kongelig ordenshistoriograf, 1811 til etatsråd, 1816 fritoges han for sin forelæsningspligt. Universitetet fejrede 1817 med program, kantate og tale hans 52 års embedsjubilæum, og nogle dage senere hyldedes han på sin fødselsdag af et stort antal borgere ved en fest på Skydebanen (nuværende Københavns Bymuseum på Vesterbro), hvor man i sang og tale priste den lærdeste mand siden Hans Grams dage.
Kall var gift med Marie Anna Sophie, født Rosenstand-Goiske (gift 1774, død 1825), datter af professor Peder Rosenstand-Goiske. Ved Kalls død efterlod han sig foruden et stort bibliotek en betydelig formue. Hans håndskriftsamling købtes til Det Kongelige Bibliotek og udgør en særlig afdeling af dettes manuskriptsamling.